# Олбрайтон, Марк
Марк Ке́вин Олбра́йтон (англ. Marc Kevin Albrighton; род. 18 ноября 1989, Тамуэрт) — английский футболист, полузащитник.

## Карьера игрока

### Клубная карьера
Марк начинал свою карьеру в клубе из Тамуэрта «Mile Oak Monarchs», прежде чем его пригласили на просмотр в молодёжную команду «Вест Бромвич Альбион». Однако «Вест Бромвичу» он не подошёл, но спустя некоторое время игрок пришёлся ко двору в молодёжной команде «Астон Виллы».
После блестящей игры за молодёжку и резерв «Астон Виллы» игроку дали попробовать на вкус игру за основную команду львов. Это событие произошло 10 июля 2008 года в товарищеской встрече против швейцарского клуба «Виль», когда Олбрайтон вышел на замену за 17 минут до конца встречи. Официальный дебют за первую команду «Астон Виллы» состоялся 26 февраля 2009 года в матче Кубка УЕФА против московского ЦСКА на стадионе «Лужники».
Перед началом сезона 2009/10 Марк был включён в заявку львов на предсезонный товарищеский турнир — Мировой кубок. По ходу турнира он сумел забить свой первый мяч за «Астон Виллу». Также он сыграл в финале Мирового кубка, в котором львы обыграли «Ювентус» в серии пенальти со счётом 4:3.
Дебют Олбрайтона в Премьер-лиге состоялся в матче открытия сезона 2009/10 против «Уиган Атлетик». Встреча состоялась на домашней арене львов, а сам футболист вышел на замену во втором тайме. 24 сентября 2009 года Марк продлил контракт с «Астон Виллой» на три года. 29 декабря 2009 года игрок провёл одну из своих лучших игр в составе Виллы, выйдя на замену во втором тайме во встрече против «Ливерпуля». Вскоре после игры тогдашний тренер «Астон Виллы» Мартин О’Нил признался, что многие клубы хотят заполучить в аренду его молодых футболистов: Марка Олбрайтона, Натана Дельфунесо и Кёртиса Дэвиса. Тем не менее он продолжал утверждать, что отдавать молодых талантов в аренду не собирается.
После хороших выступлений на предсезонных сборах, Марк впервые в карьере вышел на матч Премьер-лиги в стартовом составе «Астон Виллы». Встреча состоялась 14 августа 2010 года и завершилась со счётом 3:0 в пользу львов. Марк сделал две голевые передачи в той встрече. Также Олбрайтон отдал голевую передачу Барри Бэннану в матче квалификационного раунда Лиги Европы против «Рапида» из Вены.
21 декабря 2011 года Марк стал автором 20000-го гола Премьер-лиги, поразив ворота «Арсенала».

### Карьера в сборной
2 апреля 2009 года, Марк дебютировал за сборную Англии до 20 лет. 4 августа 2010 года, по ходу подготовки к началу нового сезона, Олбрайтон был вызван в молодёжную сборную Англии. Он начал встречу с молодёжной командой Узбекистана на скамейке запасных, однако на 71-й минуте вышел на замену. Англия выиграла ту встречу со счётом 2:0.

## Достижения
«Лестер Сити»
- Чемпион Премьер-лиги: 2015/16
- Обладатель Кубка Англии: 2020/21
- Обладатель Суперкубка Англии: 2021
- Победитель Чемпионшипа: 2023/24

## Клубная статистика
на 03 ноября 2020
| Клуб                   | Сезон                  | Чемпионат | Чемпионат | Кубок | Кубок | Кубок Лиги | Кубок Лиги | Кубок УЕФА/Лига чемпионов | Кубок УЕФА/Лига чемпионов | Итого | Итого |
| Клуб                   | Сезон                  | Игры      | Голы      | Игры  | Голы  | Игры       | Голы       | Игры                      | Голы                      | Игры  | Голы  |
| ---------------------- | ---------------------- | --------- | --------- | ----- | ----- | ---------- | ---------- | ------------------------- | ------------------------- | ----- | ----- |
| Астон Вилла            | 2008/09                | —         | —         | —     | —     | —          | —          | 1                         | 0                         | 1     | 0     |
| Астон Вилла            | 2009/10                | 3         | 0         | 1     | 0     | 1          | 0          | 1                         | 0                         | 6     | 0     |
| Астон Вилла            | 2010/11                | 29        | 5         | 2     | 1     | 1          | 0          | 2                         | 0                         | 34    | 6     |
| Астон Вилла            | 2011/12                | 26        | 2         | 1     | 1     | 2          | 0          | 0                         | 0                         | 29    | 3     |
| Астон Вилла            | 2012/13                | 9         | 0         | 1     | 0     | 1          | 0          | 0                         | 0                         | 11    | 0     |
| Астон Вилла            | 2013/14                | 19        | 0         | 1     | 0     | 1          | 0          | 0                         | 0                         | 21    | 0     |
| Всего за «Астон Виллу» | Всего за «Астон Виллу» | 86        | 7         | 6     | 2     | 6          | 0          | 4                         | 0                         | 102   | 9     |
| → Уиган Атлетик        | 2013/14                | 4         | 0         | —     | —     | —          | —          | 0                         | 0                         | 4     | 0     |
| Всего за «Уиган»       | Всего за «Уиган»       | 4         | 0         | -     | -     | -          | 0          | -                         | 0                         | 4     | 0     |
| Лестер Сити            | 2014/15                | 18        | 2         | 2     | 0     | —          | —          | 0                         | 0                         | 20    | 2     |
| Лестер Сити            | 2015/16                | 38        | 2         | 2     | 0     | 2          | 0          | 0                         | 0                         | 42    | 2     |
| Лестер Сити            | 2016/17                | 33        | 2         | 5     | 0     | 0          | 0          | 9                         | 2                         | 47    | 4     |
| Лестер Сити            | 2017/18                | 34        | 2         | 5     | 0     | 3          | 0          | 0                         | 0                         | 42    | 2     |
| Лестер Сити            | 2018/19                | 27        | 2         | 1     | 0     | 4          | 1          | 0                         | 0                         | 32    | 3     |
| Лестер Сити            | 2019/20                | 20        | 0         | 4     | 0     | 4          | 0          | 0                         | 0                         | 28    | 0     |
| Лестер Сити            | 2020/21                | 4         | 0         | 0     | 0     | 1          | 0          | 1                         | 0                         | 6     | 0     |
| Всего за «Лестер Сити» | Всего за «Лестер Сити» | 174       | 10        | 19    | 0     | 14         | 1          | 10                        | 2                         | 217   | 13    |
| Всего за карьеру       | Всего за карьеру       | 264       | 17        | 25    | 2     | 20         | 1          | 14                        | 2                         | 323   | 22    |